# Wolfgang Amadeus Mozart và Praha
Vào thời đại mà nhà soạn nhạc tài hoa Wolfgang Amadeus Mozart đang sống, Praha chẳng phải là một trung tâm âm nhạc lớn của châu Âu như thành phố Viên của Áo, nhưng đây là nơi mà Mozart rất yêu quý bởi vì trên hết, Praha là nơi đánh giá đúng đắn nhất tài năng của Mozart.

## Sự bắt đầu tình cảm giữa người với đất

### Thành viên, nơi đáng quên với Mozart
Thành phố Viên, trung tâm của âm nhạc châu Âu và thế giới vào thế kỷ XVIII, nơi Mozart đang sống, đáng ra là nơi một nhà soạn nhạc vĩ đại như ông có thể khẳng định mình. Nhưng không. Chính vì thành Viên là trung tâm âm nhạc đương thời nên có rất nhiều vì sao của nhạc cổ điển hội tụ, có thể kể tới những cái tên như Christoph Willibald Gluck, Joseph Haydn, Antonio Salieri,... Vì vậy, thật không tránh khỏi công chúng Viên đánh giá chỉ là một trong những người có tài như thế. Thậm chí, mức độ đánh giá đó còn bị hạ thấp bởi vì nhân vật chính của vở opera Le nozze di Figaro là một anh nông dân, điều trở nên xa lạ với các khán giả giàu có là các vị quý tộc (thật đáng buồn là vở opera này là điểm bắt đầu cho quá trình suy sụp sự nghiệp của Mozart trong con mắt của những người thành Viên).

### Praha, nơi bắt nguồn hy vọng mới của Mozart
Nếu Le nozze di Figaro làm cho công chúng thành Viên hững hờ bao nhiêu thì nó lại làm cho những khán giả tại Praha hào hứng bấy nhiêu. Có thể nói Le nozze di Figaro đã gây ra một hiệu ứng chưa từng có trong đời sống âm nhạc của thành phố này. Giới quý tộc nơi này tỏ ra hào hứng với chủ nghĩa dân tộc được thể hiện trong vở opera. Rạp hát rất đông khán giả. Nhiều bài thơ ca ngợi tác phẩm được ném lên sân khấu. Một tờ báo đã viết:
| “ | Hôm qua, ngày 11 tháng 1 năm 1787, nhà soạn nhạc vĩ đại và đáng yêu nhất của chúng ta, Herr Mozart, đã từ Viên tới đây | ” |

Ở thành Praha khi đó, chẳng có vở nhạc kịch nào được trình diễn ngoài Le nozze di Figaro. Họ cứ huýt sáo theo những điệu nhạc hay hát những lời có trong tác phẩm này.
Đáp lại tình cảm đó, Mozart có viết Giao hưởng Praha trước khi từ Viên sang Praha.
Có thể nói thành công của Le nozze di Figaro là tia hy vọng mới của Mozart trong hoàn cảnh ông như bị ngạt thở trong cuộc sống ở Viên. 

## Tình cảm đó tiếp diễn
Thắng lợi của Le nozze di Figaro đã tạo ra tiếng tăm không nhỏ ở bên ngoài nước Áo cho Mozart. Nối gót Le nozze di Figaro là một vở nhạc kịch cũng hay chẳng kém: Don Giovanni. Cuộc trình diễn đầu tiên vào ngày 29 tháng 10 (lúc đầu là 14 tháng 10) của tác phẩm đã tạo thêm một hiệu ứng lớn nữa của Mozart lên công chúng Praha. 

## Và dần kết thúc
Nhưng Praha không chỉ chứng kiến thành công mà còn cả thất bại của nhà soạn nhạc yểu mệnh. Do suy nghĩ "Praha là nơi định giá đúng mức thiên tài của mình hơn bất cứ nơi nào khác" và cũng đang rất cần tiền, Mozart cố gắng thu xếp đến Praha để hoàn thành vở La clemenza di Tito. Tuy nhiên, tại chính nơi đây, một người định mệnh của đời ông đã xuất hiện: người lạ mặt ủy thác ông viết bản Requiem cung Rê thứ trứ danh. Ông ta hỏi tác phẩm đó đã hoàn thành chưa, Mozart bảo sẽ xong đúng thời hạn. Cuộc nói chuyện ngắn ngủi đó đã gây ra cho Mozart một cảm giác run sợ, cảm giác về cái gọi là định mệnh. Và trong cảm giác đó của tác giả, vở La clemenza di Tito đã không thành công trong lần công diễn đầu tiên. Cha đẻ của nó đã phát khóc.
Sau ngày ấy, vì sức khỏe đã suy kiệt, Mozart đã không đến Praha một lần nào nữa.